# Хёугесунн
Хёугесунн (норв. Haugesund) — коммуна в губернии Ругаланн в Норвегии. Административный центр коммуны — город Хёугесунн. Официальный язык коммуны — букмол. Население коммуны на 2016 год составляло 36 951 чел. Площадь коммуны Хёугесунн — 72,7 км², код-идентификатор — 1106.

## История населения коммуны
Население коммуны за последние 60 лет.

## Города-побратимы
- Истад, Швеция
- Эмден, Германия

## Известные жители и уроженцы

Статистика коммуны Хёугесунн

- Ханна Крог — популярная норвежская певица
- Эгиль Эстенстад — норвежский футболист
- Сусанне Сунфёр — популярная норвежская певица и автор песен.
- Жасмин Аасланд — норвежская актриса.

## Достопримечательности
- Одну из набережных Хёугесунна украшает памятник Мэрилин Монро, так как по преданию где-то в округе города родился Мартин Эдвард Мортенсон, который был записан отцом Нормы Джин в её свидетельстве о рождении.

## Спорт
- В коммуне играет одноименный футбольный клуб Хёугесунн, выступающий в Типпелиге.